# بورس مالت
بورس مالت (مالتی: Borża ta' Malta) بازار بورس اوراق بهادار مالت است، که در سال ۱۹۹۲ تأسیس شد.